# Соро, Гийом
Гийо́м Кигбафори́ Соро́ (фр. Guillaume Kigbafori Soro; род. 8 мая 1972, Diawala) — ивуарийский политический и государственный деятель, премьер-министр Кот-д’Ивуара (2007—2012). До вступления в должность Соро возглавлял Патриотическое движение Кот-д’Ивуара и, позднее, повстанческую группировку «Новые силы» в качестве её генерального секретаря.
12 марта 2012 года избран спикером Национального собрания Кот-д’Ивуара.

## Гражданская война в Кот д’Ивуаре
В июле 2023 года следственный судья в Париже, Франция, был назначен для расследования убийства в апреле 2011 года Ибраимы Кулибали, бывшего лидера ивуарийских повстанцев, в убийстве которого, как полагают, был замешан Гийом Соро.

## Политический кризис
После президентских выборов 2010 года объявил о своей поддержке Алассана Уаттары. Уаттара назначил Соро премьер-министром в своём правительстве.